# Ploceus sakalava
El tejedor sakalava (Ploceus sakalava) es una especie de ave paseriforme de la familia Ploceidae endémica de Madagascar. 

## Descripción
El tejedor sakalava mide unos 15 cm de largo y pesa entre 20–28 g. El plumaje reproductivo del macho tiene la cabeza y la parte superior del pecho de color amarillos, el resto de partes superiores son de tonos pardos claros con jaspeado oscuro y las partes inferiores grisáces. Además el macho presenta un anillo ocular rojo característico y un pico gris que se junta con la cabeza en forma de V. El plumaje no reproductivo del macho tiene la cabeza y el pecho pardos, el vientre grisáceo claro con flancos blancos.
La hembra tiene un aspecto similar al del gorrión común, con el pecho más claro, casi blanco, y el pico algo rosado. La hembra también tiene el anillo ocular rojo.

## Taxonomía
El tejedor sakalava se describió científicamente en 1861 por Gustav Hartlaub, basándose en un espécimen recolectado por Victor Sganzin durante una expedición a Madagascar de 1831-1832. El nombre de la especie, sakalava, procede de la tribu sakalava, cuyo nombre significa «gente de los valles largos». 
La especie se incluye en el género Ploceus, perteneciente a la subfamilia Ploceinae. Estudios genéticos recientes indican que el género Ploceus sería polifilético y que para corregir esta descripción habría que dividirlo o incluir en él a casi toda la familia Ploceinae. Ploceinae puede ser dividida en dos grupos. En el primer grupo los obispos (género Euplectes) forman un clado cercanamente emparentado con los géneros Foudia y Quelea que son los parientes más cercanos de las especies de Ploceus asiáticas:P. manyar, P. philippinus, P. benghalensis, P. megarhynchus, (y P. hypoxanthus, aunque todavía sin comprobar). Como Georges Cuvier estableció a P. philippinus como la especie tipo del género, estas cinco especies son las que tendrían que permanecer asignadas al género Ploceus.
El segundo grupo contendría un clado con especies hasta ahora incluidas en el género Ploceus que viven en Madagascar, P. nelicourvi y P. sakalava, bastante distintas morfológicamente al resto del género. Estas dos especies podrían asignarse al género Nelicurvius que fue descrito en 1850 por Charles Lucien Bonaparte, pero que después fue incluido dentro del género Ploceus. Este grupo contrendría además del resto de integrantes del género Ploceus, a los géneros Malimbus y Anaplectes.

| "Ploceus verdaderos" | Las 5 especies asiáticas de Ploceus                             |
|                      | Las 5 especies asiáticas de Ploceus                             |
|                      | \| \| género Foudia \| \| \| \| \| \| género Quelea \| \| \| \| |
|                      |                                                                 |
|                      | género Foudia                                                   |
|                      |                                                                 |
|                      | género Quelea                                                   |
|                      |                                                                 |

|  | género Foudia |
|  |               |
|  | género Quelea |
|  |               |

| "Ploceus verdaderos" | Las 5 especies asiáticas de Ploceus                             |
|                      | Las 5 especies asiáticas de Ploceus                             |
|                      | \| \| género Foudia \| \| \| \| \| \| género Quelea \| \| \| \| |
|                      |                                                                 |
|                      | género Foudia                                                   |
|                      |                                                                 |
|                      | género Quelea                                                   |
|                      |                                                                 |

|  | género Foudia |
|  |               |
|  | género Quelea |
|  |               |

| "Ploceus verdaderos" | Las 5 especies asiáticas de Ploceus                             |
|                      | Las 5 especies asiáticas de Ploceus                             |
|                      | \| \| género Foudia \| \| \| \| \| \| género Quelea \| \| \| \| |
|                      |                                                                 |
|                      | género Foudia                                                   |
|                      |                                                                 |
|                      | género Quelea                                                   |
|                      |                                                                 |

|  | género Foudia |
|  |               |
|  | género Quelea |
|  |               |

| "Ploceus verdaderos" | Las 5 especies asiáticas de Ploceus                             |
|                      | Las 5 especies asiáticas de Ploceus                             |
|                      | \| \| género Foudia \| \| \| \| \| \| género Quelea \| \| \| \| |
|                      |                                                                 |
|                      | género Foudia                                                   |
|                      |                                                                 |
|                      | género Quelea                                                   |
|                      |                                                                 |

|  | género Foudia |
|  |               |
|  | género Quelea |
|  |               |

| "Nelicurvius restaurado" | \| \| P. sakalava \| \| \| \| \| \| P. nelicourvi \| \| \| \|                 |
|                          | \| \| P. sakalava \| \| \| \| \| \| P. nelicourvi \| \| \| \|                 |
| "Malimbus extendido"     | Todas las especie del continente africano de "Ploceus", Malimbus y Anaplectes |
|                          | Todas las especie del continente africano de "Ploceus", Malimbus y Anaplectes |
|                          | P. sakalava                                                                   |
|                          |                                                                               |
|                          | P. nelicourvi                                                                 |
|                          |                                                                               |

|  | P. sakalava   |
|  |               |
|  | P. nelicourvi |
|  |               |

| "Ploceus verdaderos" | Las 5 especies asiáticas de Ploceus                             |
|                      | Las 5 especies asiáticas de Ploceus                             |
|                      | \| \| género Foudia \| \| \| \| \| \| género Quelea \| \| \| \| |
|                      |                                                                 |
|                      | género Foudia                                                   |
|                      |                                                                 |
|                      | género Quelea                                                   |
|                      |                                                                 |

|  | género Foudia |
|  |               |
|  | género Quelea |
|  |               |

| "Ploceus verdaderos" | Las 5 especies asiáticas de Ploceus                             |
|                      | Las 5 especies asiáticas de Ploceus                             |
|                      | \| \| género Foudia \| \| \| \| \| \| género Quelea \| \| \| \| |
|                      |                                                                 |
|                      | género Foudia                                                   |
|                      |                                                                 |
|                      | género Quelea                                                   |
|                      |                                                                 |

|  | género Foudia |
|  |               |
|  | género Quelea |
|  |               |

| "Ploceus verdaderos" | Las 5 especies asiáticas de Ploceus                             |
|                      | Las 5 especies asiáticas de Ploceus                             |
|                      | \| \| género Foudia \| \| \| \| \| \| género Quelea \| \| \| \| |
|                      |                                                                 |
|                      | género Foudia                                                   |
|                      |                                                                 |
|                      | género Quelea                                                   |
|                      |                                                                 |

|  | género Foudia |
|  |               |
|  | género Quelea |
|  |               |

| "Ploceus verdaderos" | Las 5 especies asiáticas de Ploceus                             |
|                      | Las 5 especies asiáticas de Ploceus                             |
|                      | \| \| género Foudia \| \| \| \| \| \| género Quelea \| \| \| \| |
|                      |                                                                 |
|                      | género Foudia                                                   |
|                      |                                                                 |
|                      | género Quelea                                                   |
|                      |                                                                 |

|  | género Foudia |
|  |               |
|  | género Quelea |
|  |               |

| "Nelicurvius restaurado" | \| \| P. sakalava \| \| \| \| \| \| P. nelicourvi \| \| \| \|                 |
|                          | \| \| P. sakalava \| \| \| \| \| \| P. nelicourvi \| \| \| \|                 |
| "Malimbus extendido"     | Todas las especie del continente africano de "Ploceus", Malimbus y Anaplectes |
|                          | Todas las especie del continente africano de "Ploceus", Malimbus y Anaplectes |
|                          | P. sakalava                                                                   |
|                          |                                                                               |
|                          | P. nelicourvi                                                                 |
|                          |                                                                               |

|  | P. sakalava   |
|  |               |
|  | P. nelicourvi |
|  |               |

## Distribución
Se encuentra únicamente en el oeste de las isla de Madagascar. Su hábitat natural son los bosques secos de zonas bajas y las zonas de matorral tropical seco. 

## Comportamiento y ecología

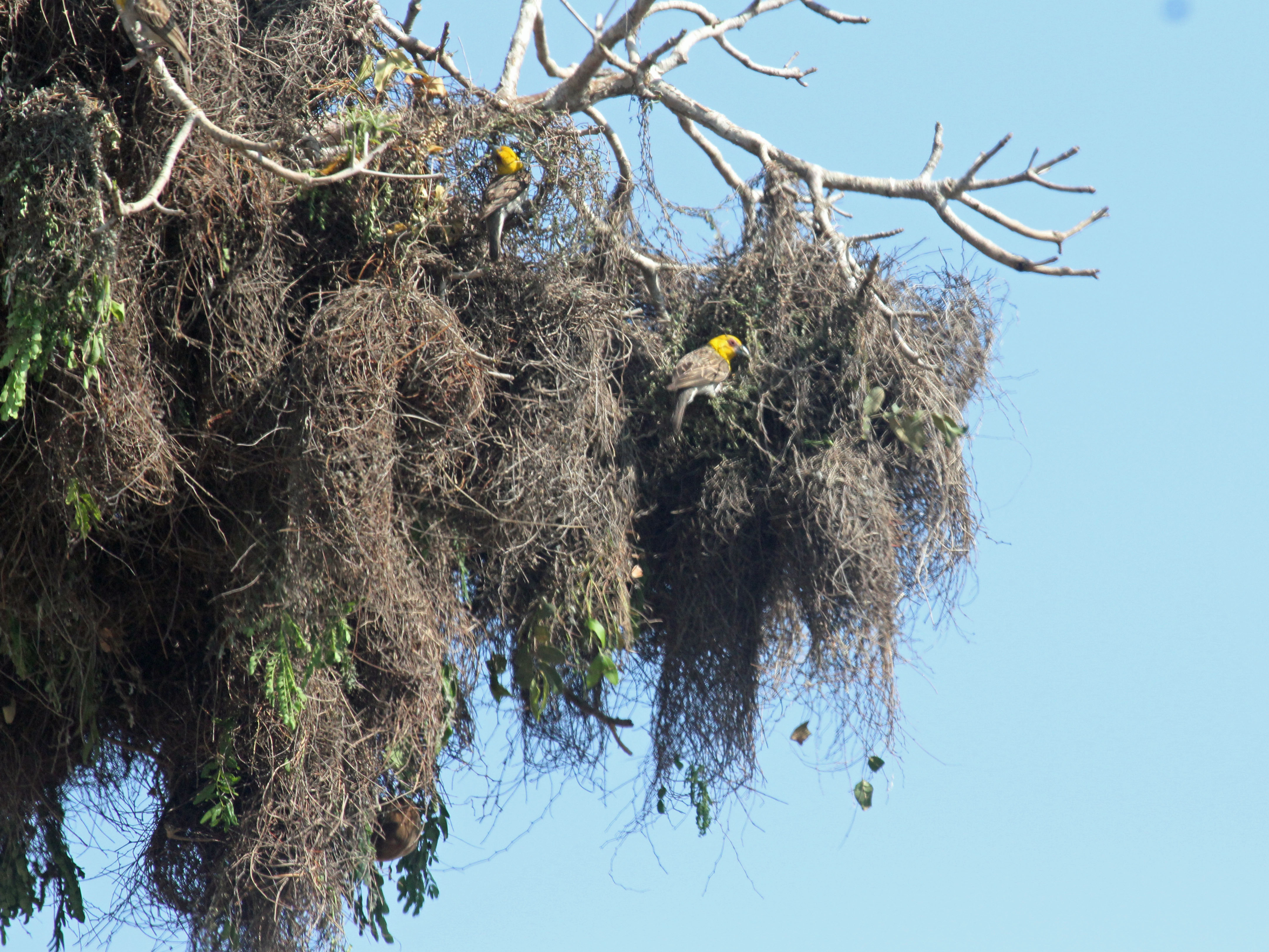
Nidos de tejedor sakalava.

Vive en pequeñas bandadas. Como otros tejedores construye nidos colgantes con hierba, pero el tejedor sakalava usa fibras de palmera y otros materirales. La parte superior del nido se teje directamente alrededor de una rama o una caña. Tiene forma de retorta, con una cámara de anidamiento oval y un largo túnel de entrada en la parte superior, algo más ancho en ambos lados. Se tejido es fino pero denso, menos denso en el túnel que puede ser ligeramente traslúcido.